# کارلس پویول
کارلِس پویول ایسافورکادا (اسپانیایی: Carles Puyol Saforcada‎؛ زادهٔ ۱۳ آوریل ۱۹۷۸) بازیکن فوتبال سابق اسپانیایی است که در تیم فوتبال بارسلونا و تیم ملی اسپانیا بازی می‌کرد. کارلوس پویول یکی از پرافتخارترین مدافعان جهان در کسب جام‌ها و جوایز تیمی می‌باشد. وی در جریان بازی آلمان و اسپانیا در جام جهانی ۲۰۱۰، مهم‌ترین گل دوران فوتبالش در تیم ملی اسپانیا را وارد دروازه نویر کرد و موجب صعود تیم ملی کشورش به دیدار نهایی و در نهایت قهرمانی اسپانیا با پیروزی بر هلند در جام جهانی ۲۰۱۰ شد. او کاپیتان نسل طلایی بارسلونای پپ گواردیولا بود و تیم قدرتمند پپ گواردیولا را رهبری می‌کرد. او با بارسلونا اولین ۶ گانه تاریخ را به‌دست‌آورد که تا کنون هیچ تیمی بجز بارسلونا ۲۰۰۹ و بایرن‌مونیخ ۲۰۲۰ در تاریخ فوتبال به همچین دست‌آوردی دست نیافته است. تمام دوران حرفه ای خود را در باشگاه بارسلونا گذراند و اصطلاحاً بازیکن تک باشگاهی به حساب می‌آید. در دنیای فوتبال از وی به عنوان یکی از ده مدافع برتر تاریخ فوتبال نام برده می‌شود. شخصیت رهبرگونه، اخلاق فوتبالی، جنگندگی و بی‌حاشیه بودنِ این بازیکن، هواداران فوتبال را به یاد بسیاری از مدافعان بزرگ، به‌خصوص پائولو مالدینی می‌انداخت. مثلث سه نفره موفق کاپیتان پویول بزرگ با سرخیو راموس و جرارد پیکه در تیم ملی اسپانیا همیشه در یادها خواهد ماند.
او در جریان جام جهانی ۲۰۱۸ روسیه قرار بود به عنوان مهمان در برنامه بیست هجده به تهیه‌کنندگی عادل فردوسی پور در جریان بازی ایران و اسپانیا حضور یابد؛ اما این اتفاق به دلیل مدل موی او رخ نداد و این موضوع باعث خجالت مردم ایران شده بود و فردوسی‌پور در برنامه آن روز به نشانه اعتراض نیامد و محمدرضا احمدی به تنهایی مجری آن قسمت از برنامه بود.
پست اصلی او مدافع وسط است، اما این توانایی را داشت که در دفاع کنار، مخصوصاً دفاع راست، بازی کند. او از اوت ۲۰۰۴ تا سال ۲۰۱۴، به عنوان جانشین لوئیس انریکه وظیفهٔ کاپیتانی بارسلونا را بر عهده داشت.
سایت ترانسفر مارکت او را به عنوان یکی از بهترین بازیکنان تاریخ لیگ قهرمانان اروپا معرفی کرده است.

## گلهای ملی و تیم ملی
| تعداد | تاریخ         | میزبان                                     | تیم رقیب     | گل زده | نتیجه نهایی | رقابت                                              |
| ----- | ------------- | ------------------------------------------ | ------------ | ------ | ----------- | -------------------------------------------------- |
| ۱     | ۱۷ آوریل ۲۰۰۲ | ورزشگاه ویندزور پارک، بلفاست، ایرلند شمالی | ایرلند شمالی | ۴-۰    | ۵–۰         | بازی دوستانه                                       |
| ۲     | ۱۱ اکتبر ۲۰۰۸ | ورزشگاه آ. له کوک آرنا، تالین، استونی      | استونی       | ۳-۰    | ۳–۰         | مرحله مقدماتی جام جهانی فوتبال ۲۰۱۰ – گروه ۵ اروپا |
| ۳     | ۷ ژوئیه ۲۰۱۰  | ورزشگاه موسی مابیدا، دوربان، آفریقای جنوبی | آلمان        | ۱-۰    | ۱–۰         | جام جهانی ۲۰۱۰                                     |

پویول بعد از شکست مقابل برزیل در فینال جام کنفدراسیون‌ها ۲۰۱۳ از تیم ملی خداحافظی کرد

## افتخارات

### باشگاهی

#### بارسلونا[۴]
- لالیگا:(۶) ۲۰۰۵–۲۰۰۴، ۰۶–۲۰۰۵، ۰۹–۲۰۰۸، ۱۰–۲۰۰۹، ۱۱–۲۰۱۰، ۱۳–۲۰۱۲
- کوپا دل ری:(۲) ۰۹–۲۰۰۸ , ۱۲–۲۰۱۱
- سوپرجام اسپانیا(۶) ۰۶–۲۰۰۵، ۰۷–۲۰۰۶، ۱۰–۲۰۰۹، ۱۱–۲۰۱۰، ۱۲–۲۰۱۱، ۱۴–۲۰۱۳
- لیگ قهرمانان اروپا:(۳) ۰۶–۲۰۰۵، ۰۹–۲۰۰۸، ۱۱–۲۰۱۰
- سوپرجام اروپا:(۲) ۲۰۰۹، ۲۰۱۱
- خوان گمپر (۸) ۲۰۰۰،۲۰۰۴، ۲۰۰۶، ۲۰۰۷ ، ۲۰۰۹ ، ۲۰۱۰،۲۰۱۱ ،۲۰۱۳
- جام باشگاه‌های جهان:(۲) ۲۰۰۹، ۲۰۱۱

### ملی

#### اسپانیا
- جام جهانی: ۲۰۱۰
- جام ملت‌های اروپا: ۲۰۰۸

[۰فردی]
[بهترین مدافع سال های-۲۰۰۲-۲۰۰۳-۲۰۰۴-۲۰۰۵-۲۰۰۶۲۰۰۷-۲۰۰۸ ۲۰۰۹-۲۰۱۰]
[حضور در تیم منتخب جام جهانی ۲۰۱۰]
[حضور در تیم منتخب یوفا در دهه ی ۲۰۰۰]